# Ammoniumtartrat
Ammoniumtartrat, (NH4)2C4H4O6, ist das Diammoniumsalz der L-Weinsäure. Es ist ein farblos bis weißer kristalliner geruchloser Feststoff und leicht löslich in Wasser.

## Physikalische Eigenschaften
Ammoniumtartrat kristallisiert im monoklinen Kristallsystem mit der Raumgruppe P21 (Raumgruppen-Nr. 4) mit den Gitterparametern a = 708 pm, b = 612 pm, c = 880 pm, β = 92,42° und Z = 2.